# Altorf
Altorf település Franciaországban, Bas-Rhin megyében. Lakosainak száma 1445 fő (2022. január 1.). Altorf Molsheim, Dachstein, Dorlisheim, Duttlenheim, Griesheim-près-Molsheim és Innenheim községekkel határos.

## Népesség
A település népességének változása:
| Lakosok száma | 1268 | 1243 | 1291 | 1293 | 1328 | 1363 | 1398 | 1414 | 1445 |
|               | 2013 | 2015 | 2016 | 2017 | 2018 | 2019 | 2020 | 2021 | 2022 |